# HD 114762 b

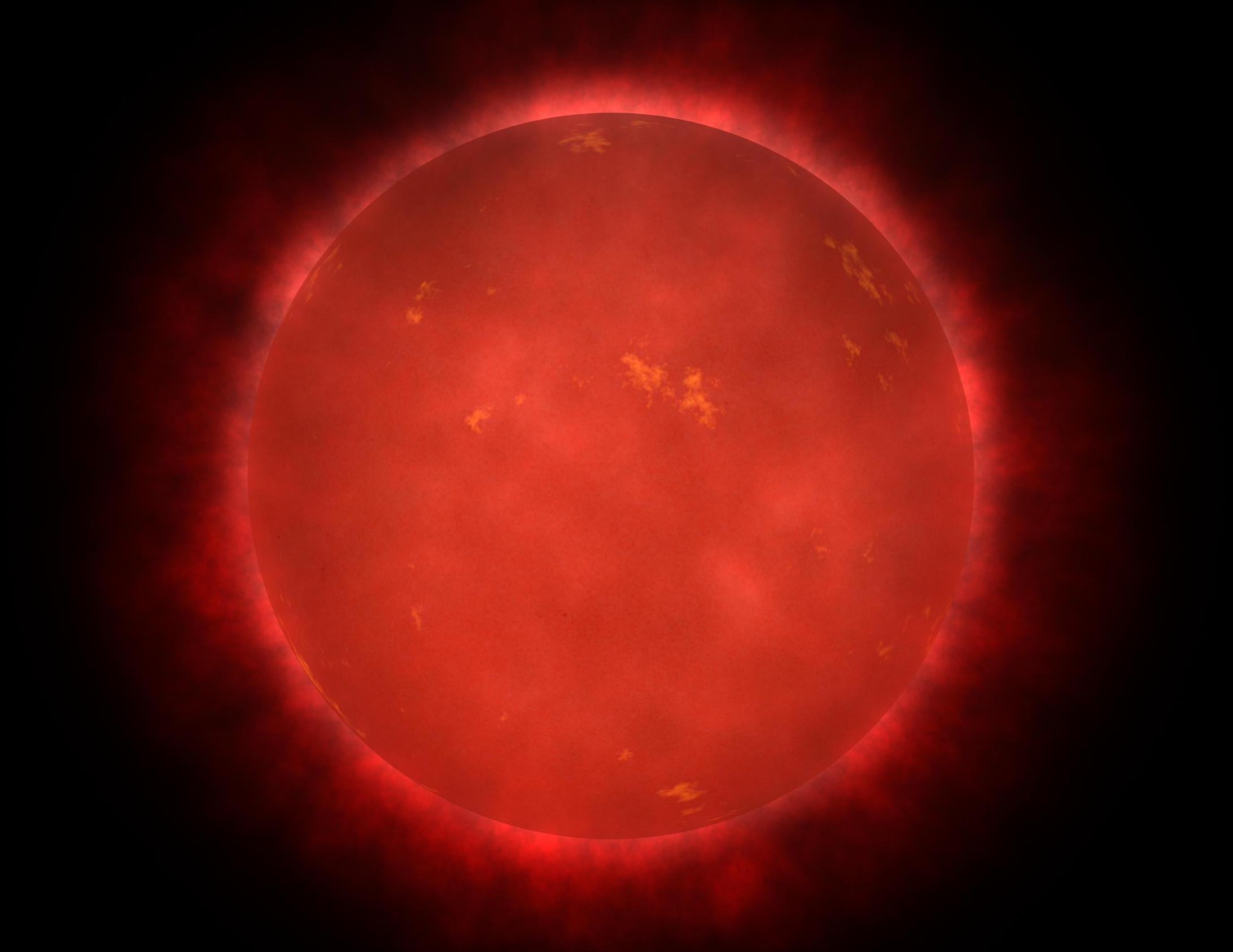

HD 114762 b는 지구로부터 머리털자리 방향으로 약 132광년 떨어진 곳에 있는 항성 HD 114762 주위를 도는 외계 행성이다. 이 행성의 최소 질량은 목성의 약 11배에 이르는데, 궤도 경사각이 밝혀질 경우 이 값은 더 커질 가능성이 있으며, 갈색왜성일 확률이 높다. 1989년 데이비드 라삼 연구진이 발견했다. 2006년 기준으로 이 행성이 정확히 가스 행성인지, 갈색 왜성인지 아니면 적색 왜성인지는 정확히 밝혀지지 않았다. 극단적인 경우 목성 질량의 145배까지 무거워질 수 있는데, 이 정도라면 이미 항성의 영역에 들어간다. b는 모항성을 약 83.89일 주기로 1회 돈다. 공전 궤도의 이심률은 0.34로 외계 행성들 중에서는 평범한 수준이다.

## 같이 보기
- 페가수스자리 51 b
- 세페우스자리 감마 Ab